# Liste der Staatsoberhäupter 84
Übersicht
◄◄ | ◄ | 80 | 81 | 82 | 83 | Liste der Staatsoberhäupter 84 | 85 | 86 | 87 | 88 | ► | ►►

Weitere Ereignisse

## Afrika
- Aksumitisches Reich
  - König: s. Aksumitisches Reich

- Reich von Kusch
  - vgl. Liste der Könige von Nubien#Meroitische Periode

## Asien
- Armenien
  - König: Sanatrukes (75–110)

- China
  - Kaiser: Han Zhangdi (75–88)

- Iberien (Kartlien)
  - König: Mirdat I. (58–106)

- Indien
  - Indo-Parthisches Königreich
    - König: Sases (um 85)

  - Shatavahana
    - König: vgl. Liste der Herrscher von Shatavahana

- Japan (Legendäre Kaiser)
  - Kaiser: Keikō (71–130)

- Korea
  - Baekje
    - König: Giru (77–128)

  - Gaya
    - König: Suro (42–199?)

  - Silla
    - König: Pasa von Silla (80–112)

- Kuschana
  - König: Vima Takto (80–90)

- Nabataea
  - König: Rabbel II. (70–106)

- Osrhoene
  - König: Abgar VI. (71–91)

- Partherreich
  - Schah (Großkönig): Pakoros II. (78–115)

- Römisches Reich
  - Provincia Romana Lycia et Pamphylia
    - Statthalter: Publius Baebius Italicus (84–87)

  - Provincia Romana Pontus et Bithynia
    - Prokonsul: Tiberius Iulius Celsus Polemaeanus (84–85)

## Europa
- Bosporanisches Reich
  - König: Rheskuporis I. (68/69–93/94)

- Römisches Reich
  - Kaiser: Domitian (81–96)
    - Konsul: Domitian (84)
    - Konsul: Gaius Oppius Sabinus (84)
    - Suffektkonsul: Lucius Iulius Ursus (84)
    - Suffektkonsul: Gaius Tullius Capito Pomponianus Plotius Firmus (84)
    - Suffektkonsul: Gaius Cornelius Gallicanus (84)
    - Suffektkonsul: Raecius Gallus (84)

  - Provincia Romana Britannia
    - Legat: Gnaeus Iulius Agricola (78–84)